# Safari préhistorique
Safari préhistorique est une émission en 5 épisodes réalisée par Jasper James (en) et présentée par Nigel Marven. Il s'agit de docu-fictions. Le présentateur y tient le rôle d'un documentariste animalier traversant les âges pour filmer des animaux préhistoriques.
Cette version française de l'émission regroupe 2 séries britanniques, diffusées par la BBC respectivement en 2002 et 2003. Dans la première, Sur la trace des dinosaures, on rencontre dans leur milieu naturel, supposé, des animaux terrestres du Crétacé. Dans la seconde, Les Monstres du fond des mers, sont présentés des animaux marins, ou vivant près des mers, à 7 périodes préhistoriques différentes.

## Sur la trace des dinosaures
Série de 2 épisodes, diffusée par la BBC en 2002
| Ép. | Titre                                  | Période           | Âge    |
| --- | -------------------------------------- | ----------------- | ------ |
| 1 | Griffe géante The Giant Claw           | Crétacé supérieur | 75 Ma  |
| Animaux : - Saurolophus - Protoceratops - Velociraptor - Azhdarcho - Mononykus - Tarbosaurus - Therizinosaurus |                                        |                   |        |
| 2 | Sur la terre des géants Land of Giants | Crétacé inférieur | 100 Ma |
| Animaux : - Argentinosaurus - Sarcosuchus - Pteranodon - Giganotosaurus - Ornithocheirus - Macrogryphosaurus   |                                        |                   |        |

## Les Monstres du fond des mers
Série de 3 épisodes, parcourant 7 périodes, diffusée par la BBC en 2003
| Ép. | Pé. | Titre                                       | Période    | Âge    |
| --- | --- | ------------------------------------------- | ---------- | ------ |
| 1 | 7   | Monstres marins Seventh Most Deadly Sea     | Ordovicien | 450 Ma |
| Animaux : - Orthoceras - Megalograptus - Astraspis - Trilobite                                                                       |     |                                             |            |        |
| 1 | 6   | - Sixth Most Deadly Sea                     | Trias      | 230 Ma |
| Animaux : - Cymbospondylus - Coelophysis - Nothosaurus - Tanystropheus - Peteinosaurus                                               |     |                                             |            |        |
| 1 | 5   | - Fifth Most Deadly Sea                     | Dévonien   | 360 Ma |
| Animaux : - Dunkleosteus - Bothriolepis - Stethacanthus                                                                              |     |                                             |            |        |
| 2 | 5   | Les dents de la mort Fifth Most Deadly Sea  | Dévonien   | 360 Ma |
| Animaux : Dunkleosteus |     |                                             |            |        |
| 2 | 4   | - Fourth Most Deadly Sea                    | Eocene     | 36 Ma  |
| Animaux : - Arsinoitherium - Dorudon - Basilosaurus                                                                                  |     |                                             |            |        |
| 2 | 3   | - Third Most Deadly Sea                     | Pliocene   | 4 Ma   |
| Animaux : - Megalodon - Odobenocetops - Cetotherium - Thalassocnus                                                                   |     |                                             |            |        |
| 3 | 3   | L'aquarium de l'enfer Third Most Deadly Sea | Pliocene   | 4 Ma   |
| Animaux : Megalodon |     |                                             |            |        |
| 3 | 2   | - Second Most Deadly Sea                    | Jurassique | 155 Ma |
| Animaux : - Leedsichthys - Metriorhynchus - Hybodus - Liopleurodon                                                                   |     |                                             |            |        |
| 3 | 1   | - Most Deadly Sea Ever                      | Crétacé    | 75 Ma  |
| Animaux : - Tylosaurus - Hesperornis - Squalicorax - Xiphactinus - Halisaurus - Tyrannosaurus - Ptéranodon - Archelon - Elasmosaurus |     |                                             |            |        |